# Rapsódia Rock
Rapsódia Rock é o oitavo álbum de estúdio da carreira solo do guitarrista brasileiro Robertinho de Recife. O álbum é 100% instrumental, e é considerado um clássico da música brasileira.
A música "No mundo dos sonhos" foi tema de abertura da novela Pantanal, da Rede Manchete.

## Faixas
| Lado A |                                                  |                      |         |  |
| N.º    | Título                                           | Compositor(es)       | Duração |  |
| 1.     | "No Mundo dos Sonhos (Pepperland)"               | George Martin        | 2:18    |  |
| 2.     | "Vôo de Ícaro"                                   | Robertinho de Recife | 2:37    |  |
| 3.     | "Bolero de Ravel"                                | Maurice Ravel        | 3:43    |  |
| 4.     | "Noturno Nº 10"                                  | Frédéric Chopin      | 3:32    |  |
| 5.     | "Bachianas Brasileiras Nº5"                      | Villa-Lobos          | 3:12    |  |
| 6.     | "Concerto Pour Une Voix (Concerto para uma Voz)" | Saint-Preux          | 3:48    |  |

| Lado B         |                                          |                                            |         |  |
| N.º            | Título                                   | Compositor(es)                             | Duração |  |
| 7.             | "Batman Rock"                            | Robertinho de Recife / Lincoln Olivetti    | 6:09    |  |
| 8.             | "A Dança da Sedução"                     | Robertinho de Recife                       | 4:15    |  |
| 9.             | "O Fim da Guerra da Montanha"            | Robertinho de Recife / Adriano Albuquerque | 2:58    |  |
| 10.            | "Transcendental"                         | Robertinho de Recife                       | 3:30    |  |
| 11.            | "Pole Position (A Sinfonia dos Motores)" | Robertinho de Recife                       | 2:52    |  |
| Duração total: | Duração total:                           | Duração total:                             | 38:54   |  |